# Tigre Uno
Tigre Uno (4 de abril de 1981) es un luchador profesional mexicano independiente. Actualmente trabaja en la empresa Asistencia Asesoría y Administración aunque es más conocido por su trabajo en la empresa Asistencia Asesoría y Administración, donde fue Campeón Peso Crucero de la AAA dos veces y ganador del torneo Rey de Reyes  del 2011.

## Carrera

### Circuito independiente (1998–2006)
Extreme Tiger debutó el 13 de septiembre de 1998 en el Salón Danubio Azul, en Tijuana, Baja California. Durante su paso por los circuitos independientes, ganó el Campeonato de Peso Ligero de Baja California. Luego comenzó a participar en la empresa Nueva Generación Xtrema de Monterrey, Nuevo León, donde obtuvo el Campeonato Extremo de la NGX 2 veces. Se integró a las filas de Desastre Total Ultraviolento (DTU) de Crazy Boy, donde tuvo memorables rivalidades con gente como Joe Líder o hasta el mismo Crazy Boy.

### Asistencia Asesoría y Administración (2006–presente)

#### 2006–2008
En junio de 2006, Extreme Tiger hizo su debut en la AAA, como parte de la conexión de trabajo entre AAA y DTU. En el 2007, Tiger ganó el torneo Alas de Oro, luego de vencer en la final a Súper Fly. Al año siguiente, Tiger formó parte de los Mexican Powers junto a Juventud Guerrera, Psicosis y Crazy Boy. Tiempo después, fue invitado por Halloween para formar una versión nueva de La Familia de Tijuana, abandonando a los Mexican Powers. A La Familia de Tijuana también se integraría TJ Extreme, Nicho El Millonario y Joe Líder.

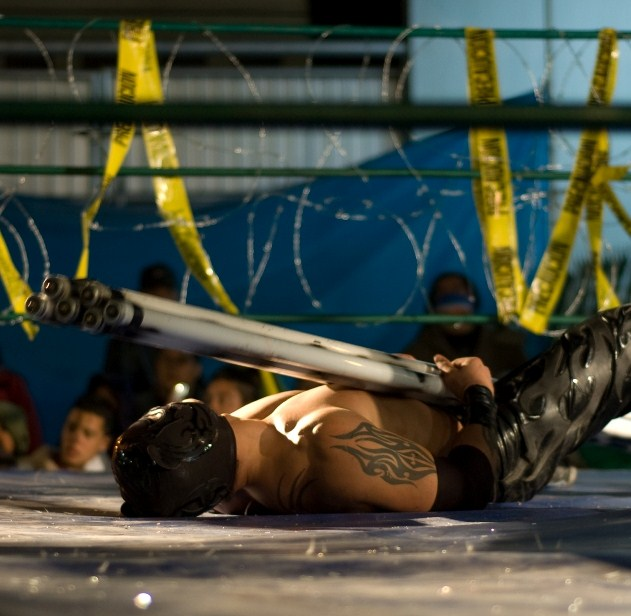
Extreme Tiger luchando en DTU.

El 27 de abril de 2008, Halloween y Extreme Tiger vencieron a Crazy Boy y Joe Líder, convirtiéndose en nuevos Campeones Mundiales en Parejas AAA. El 8 de agosto de 2008, participó nuevamente en el torneo Alas de Oro, sin embargo fue eliminado por Jack Evans. Después, en Verano de Escándalo 2008, perdieron ante estos los títulos ante Nicho El Millonario y Joe Líder, quienes abandonaron La Familia de Tijuana para formar La Hermandad Extrema.

#### 2009–2010
En el 2009, participó en la eliminatoria para sacar al primer Campeón Mundial de Crucero AAA. Tiger derrotó a Crazy Boy en la primera ronda y a Jack Evans en las semifinales, obteniendo así su pase a la final. El 21 de mayo de 2009, Alex Koslov venció a Extreme Tiger y a Alan Stone, convirtiéndose en el primer campeón crucero AAA. Sin embargo, en Triplemanía XVII, Extreme Tiger se coronó nuevo campeón al derrotar a Alan Stone, Crazy Boy y Alex Koslov. En Verano de Escándalo 2009, perdió el título a manos de Alex Koslov, la cual significaría su primer defensa. En Héroes Inmortales III, ganó nuevamente el Campeón Mundial de Crucero AAA, el cual quedó vacante cuando Alex Koslov fuera despedido. En Guerra de Titanes 2009, luchó a lado de El Elegido y Pimpinela Escarlata, derrotando a Los Wagnermaniacos, conformado por Electroshock, Último GLadiador y Silver King.
Inicia el año posicionándose en los lugares estelares y semiestelares reanudando su feudo con Alex Koslov una vez más, y en Rey de Reyes, defendería su título ante él en una lucha extrema vía Guillotina sobre tachuelas.
En Triplemania se vio obligado a defender en una denominada "lucha de naciones" su campeonato contra Jack Evans, Christopher Daniels y Nosawa, en una lucha de eliminación, el primero fue Nosawa, después el campeón perdería su título, por una distracción del joven luchador relámpago, y al final Evans se coronaria como el nuevo campeón Crucero AAA.

#### 2011
En Naucalpan, Estado de México, se realizó la primera eliminatoria del torneo Rey de Reyes,
Extreme Tiger formó parte del grupo 1, el cual se conformó por: Chessman, Dark Cuervo, Joe Líder y victorioso Extreme Tiger.
Para así llegar a la final del torneo, enfrentando a L.A. Park, El Mesias y Carlito Caribbean Cool en AAA Rey de Reyes 2011. El 18 de marzo el Mesias y L.A. Park fueron los primeros eliminados por cuenta doble, así que Tiger y Carlito quedaron en un mano a mano, siendo Extreme Tiger el ganador de la espada. El 21 de marzo en León Guanajuato, el campeón Crucero AAA Jack Evans y el actual Rey de Reyes Extreme Tiger, se levantaron con los títulos de parejas tras vencer a Silver King y Último Gladiador, tras combinar, el 630 y el 450 spash, sobre los antiguos campeones.
Tiger dejó la empresa en noviembre del 2013.

### Pro Wrestling NOAH (2010-22)
El 3 de septiembre de 2010, la AAA por medio de su sitio web, anunció que Extreme Tiger, junto al Campeón Mundial Crucero AAA Jack Evans, viajarían a Japón para participar con Pro Wrestling NOAH en el Nippon TV Cup Junior Heavyweight Tag League 2010. En el primer encuentro del torneo, Demon y Evans vencieron a Momo no Seishun (Atsushi Kotoge & Daisuke Harada), dos luchadores pertenecientes a la empresa Osaka Pro Wrestling]. El 19 de octubre, enfrentó a su compatriota Ricky Marvin, luchador que participó en México con la AAA y el CMLL y que ya lleva varios años en Japón, sin embargo, terminaron empatados, pues se enfrentaron en una lucha con límite de 15 minutos, tiempo en el cual ninguno de los dos consiguió la victoria. El 22 de octubre, fueron derrotados por Kotaro Suzuki & Yoshinari Ogawa, pero al día siguiente empataron con Genba Hirayanagi y Yoshinobu Kanemaru, consiguiendo así su tercer punto del torneo. En la última fecha del torneo, derrotaron al equipo formado por Dick Togo & Yasu Urano, consiguiendo así su pase a las semifinales del torneo, donde enfrentaran a KENTA y Atsushi Aoki, quien fuera Campeón Mundial en Parejas AAA a lado de Go Shiozaki. Extreme Tiger y Jack Evans ya vencieron a KENTA y Aoki, pues junto a Eddie Edwards los derrotaron, cuando estaban acompañados de Masashi Aoyagi, el día 24 de octubre. Desafortunadamente, el 30 de octubre, fueron derrotados por Atsushi Aoki y KENTA, los cuales más tarde ganarían este torneo tras vencer en la final a los representantes de Ring of Honor, Eddie Edwards & Roderick Strong.

### Total Nonstop Action Wrestling (2014–2016)
A finales del 2013, Tiger fue probado en Estados Unidos. En enero de 2014, Tiger tuvo una lucha de prueba en la Total Nonstop Action Wrestling contra el luchador Zema Ion, que fue emitida en Xplosion. Durante el combate, fue introducido como Ultimate Tiger. Tras el combate, firmó un contrato con TNA, El 9 de marzo de 2014 en Lockdown Extreme Tiger debutó como Tigre Uno, derrotando a Manik en una lucha de jaula de acero.
En la edición del 1 de mayo de Impact Wrestling , Uno compitió en un Ladder match por el Campeonato de la División X de TNA donde el ganador fue Kenny King. En la edición del 22 de mayo de Impact Wrestling, Uno compitió nuevamente en un Six-way X Division Elimination match que fue ganado por Rockstar Spud. El 24 de junio de 2015, Tigre Uno ganó el Campeonato de la División X de TNA al derrotar a Low Ki y Grado en un Three-way Elimination match. El 28 de junio de 2015, en Slammiversary, Tigre Uno derrotó a Manik y DJ Z en un Three-way Elimination match para retener el Campeonato de la División X.

## En lucha
- Movimientos finales
  - Sabertooth Splash (450º splash)

- Movimientos de firma
  - Guillotina Suicida (Diving guillotine leg drop)
  - Diving moonsault side slam
  - Dropkick, a veces desde una posición elevada
  - Hurricanrana, a veces a un oponente elevado
  - Inverted Samoan drop
  - Wheelbarrow bodyscissors bulldog
  - Tiger feint kick
  - Springboard derivado en crossbody o corkscrew somersault senton
  - Sleeper hold
  - Backhand chop

- Apodos
  - "El Gato Suicida"
  - "El Rey Extremo de Tijuana"

## Campeonatos y logros
- Asistencia Asesoría y Administración
  - Rey de Reyes 2011
  - Campeonato Mundial en Parejas de la AAA (2 veces) - con Halloween (1)[9] y Jack Evans (1)
  - Campeonato Mundial de Peso Crucero de la AAA  (2 veces)[10]
  - Torneo Alas de Oro (2007)[11]
  - Copa Abismo Negro (2009)[12]
  - Copa Gladiator (2010)[13]
- Nueva Generación Xtrema
  - Campeonato Extremo de la NGX (2 veces)
- Tijuana
  - Campeonato de Peso Ligero de Baja California (1 vez)
- Pro Wrestling Illustrated
  - Situado en el Nº207 en los PWI 500 de 2011[14]
  - Situado en el Nº346 en los PWI 500 de 2012[15]
- Total Nonstop Action Wrestling
  - TNA X Division Championship (1 vez)
  - Global Impact Tournament (2015) – con Team International (The Great Sanada, Drew Galloway, The Great Muta, Magnus, Bram, Rockstar Spud, Khoya, Sonjay Dutt y Angelina Love).

## Luchas de apuestas
| Apuesta   | Ganador       | Perdedor    | Lugar                | Ciudad                   | Fecha                   |
| --------- | ------------- | ----------- | -------------------- | ------------------------ | ----------------------- |
| Cabellera | Extreme Tiger | Venum Black | Auditorio de Tijuana | Tijuana, Baja California | 9 de abril de 2004      |
| Cabellera | Extreme Tiger | Joe Líder   | Auditorio de Tijuana | Tijuana, Baja California | 12 de noviembre de 2004 |

## Vida personal
Tigre Uno está ambos casado y tiene hijos, pero porque siempre ha trabajado bajo la máscara. Su verdadero nombre no ha dado, esa parte de su vida nada más. Actualmente él vive en Tijuana en el estado de Baja California.